# Мецимотлхаба
Мецимотлхаба (англ. Metsimotlhaba) — населённый пункт сельского типа на юго-востоке Ботсваны, на территории округа Квененг.

## Географическое положение
Деревня расположена в юго-восточной части округа, примерно в 20 км к северо-западу от столицы страны, города Габороне, на высоте 997 м над уровнем моря. Раскинулась вдоль автомобильной дороги, ведущей из Габороне в Молепололе.

## Население
По данным переписи 2011 года население деревни составляет 8081 человек.
Динамика численности населения деревни по годам:
| 1991 | 2001 | 2011 | 2013 |
| ---- | ---- | ---- | ---- |
| 1586 | 4056 | 8081 | 9185 |